# Жуков, Василий Павлович
Василий Павлович Жуков (1926 год — 2001 год) — механизатор, комбайнёр и бригадир механизаторов колхоза имени Ильина Предгорного района Ставропольского края. Герой Социалистического Труда. В 1977 году был лауреатом Государственной премии СССР, почётный гражданин Предгорного района.

## Биография
Василий Жуков родился в 1926 году в станице Суворовская Суворовского района Терского округа Северо-Кавказского края (ныне Предгорный район Ставропольского края) в крестьянской семье. В 15 лет начал трудиться в колхозе ездовым. В 1953 году окончил курсы механизаторов при МТС, а в 1956 году училище механизации и многие годы работал механизатором. В 1959 году начал работать в колхозе имени Ильина Предгорного района. В 1962 году возглавил бригаду механизаторов № 2, которая под его руководством была одной из лучших.
В начале девятой пятилетки алтайские хлеборобы начали социалистическое соревнования, с целью намолотить 50 тысяч центнеров зерна за пятилетку. Василий Жуков принял участие во Всесоюзном соревновании и намолотил 50 тысяч центнеров зерна за три года. 7 декабря 1973 года указом Президиума Верховного Совета СССР за большие успехи, достигнутые во Всесоюзном социалистическом соревновании и проявленную трудовую доблесть в выполнении принятых обязательств по увеличению производства и продажи государству зерна и других продуктов земледелия в 1973 году Василию Павловичу Жукову присвоено звание Героя Социалистического Труда с вручением ордена Ленина и золотой медали «Серп и Молот».
В 1989 году Василий Жуков вышел на пенсию. Скончался в 2001 году.

## Награды
- Орден Ленина, 8 апреля 1971 года
- Орден Ленина, 7 декабря 1973 года
- Медаль «Серп и Молот», 7 декабря 1973 года
- Орден Октябрьской Революции, 23 декабря 1976 года
- Золотая медаль ВДНХ СССР, 1977 год
- Государственная премия СССР, 1977 год
- Почётный гражданин Предгорного района[2]